# 1872 (numero)
Milleottocentosettantadue (1872) è il numero naturale dopo il 1871 e prima del 1873.

## Proprietà matematiche
- È un numero pari.
- È un numero composto da 30 divisori: 1, 2, 3, 4, 6, 8, 9, 12, 13, 16, 18, 24, 26, 36, 39, 48, 52, 72, 78, 104, 117, 144, 156, 208, 234, 312, 468, 624, 936, 1872. Poiché la somma dei suoi divisori (escluso il numero stesso) è 3770 > 1872, è un numero abbondante.
- È un numero palindromo nel sistema posizionale a base 5 (24442).
- È esprimibile in un solo modo come somma di due quadrati: 1872 = 1296 + 576 = 362 + 242.
- È un numero di Smith nel sistema numerico decimale.
- È un numero di Harshad nel sistema numerico decimale, cioè è divisibile per la somma delle sue cifre.
- È un numero congruente.
- È un numero pratico.
- È un numero semiperfetto in quanto pari alla somma di alcuni (o tutti) i suoi divisori.
- È un numero odioso.
- È parte delle terne pitagoriche (150, 1872, 1878), (221, 1872, 1885), (546, 1872, 1950), (620, 1872, 1972), (704, 1872, 2000), (720, 1728, 1872), (780, 1872, 2028), (945, 1872, 2097), (1221, 1872, 2235), (1404, 1872, 2340), (1596, 1872, 2460), (1690, 1872, 2522), (1872, 2145, 2847), (1872, 2254, 2930), (1872, 2380, 3028), (1872, 2496, 3120), (1872, 2754, 3330), (1872, 3510, 3978), (1872, 3840, 4272), (1872, 4004, 4420), (1872, 4371, 4755), (1872, 5015, 5353), (1872, 5246, 5570), (1872, 5460, 5772), (1872, 5940, 6228), (1872, 7371, 7605), (1872, 8004, 8220), (1872, 8320, 8528), (1872, 9030, 9222), (1872, 10735, 10897), (1872, 11154, 11310), (1872, 12096, 12240), (1872, 13625, 13753), (1872, 16170, 16278), (1872, 16796, 16900), (1872, 18204, 18300), (1872, 22425, 22503), (1872, 24300, 24372), (1872, 27346, 27410), (1872, 32421, 32475), (1872, 33670, 33722), (1872, 36480, 36528), (1872, 48654, 48690), (1872, 54740, 54772), (1872, 67379, 67405), (1872, 72996, 73020), (1872, 97335, 97353), (1872, 109504, 109520), (1872, 146010, 146022), (1872, 219020, 219028), (1872, 292029, 292035), (1872, 438046, 438050), (1872, 876095, 876097).

## Astronomia
- 1872 Helenos è un asteroide troiano di Giove del campo troiano.

## Astronautica
- Cosmos 1872 è un satellite artificiale russo.